# Sinfonía n.º 4 (Glass)
La Sinfonía n.º 4 «Heroes» de Philip Glass es una obra musical compuesta en 1996 para orquesta sinfónica. Está basada en el disco experimental y vanguardista Heroes (1978) de David Bowie, del que toma su nombre. Esta sinfonía fue encargada por la coreógrafa Twyla Tharp para su ballet homónimo.

## Historia
La música minimalista de Philip Glass de la década de 1970 influyó en particular en las composiciones de David Bowie y Brian Eno del mismo periodo. Bowie, en colaboración con Eno, escribió y produjo dos álbumes experimentales, Low y Heroes, tomando prestadas las técnicas de escritura compositiva en particular de esta corriente minimalista.
Fue en 1996 que la coreógrafa estadounidense Twyla Tharp, amiga de Glass desde hacía mucho tiempo, le pidió que compusiera una partitura sinfónica para su próximo ballet. Luego de una reunión entre Tharp, Glass y Bowie, este último sugirió repetir la experiencia de 1992 de la primera sinfonía de Glass inspirada en el álbum Low. A partir de esto Philip Glass compuso su cuarta sinfonía «Heroes» en torno a ciertos motivos de seis canciones del disco homónimo cerrando así un bucle de influencias mutuas con la célebre cantante.

Twyla Tharp crea su espectáculo Heroes con esta cuarta sinfonía el 20 de septiembre de 1996  en Nueva York, dando así el estreno público de la obra la cual, sin embargo, fue grabada algún tiempo antes en los estudios Glass. El mismo Glass señaló al respecto de su obra:
Twyla Tharp, la coreógrafa estadounidense con la que había colaborado en la obra de danza In the Upper Room, sugirió que pensara en Heroes como una partitura de ballet para su nueva compañía de danza. Le sugerimos esto a David, quien inmediatamente compartió el entusiasmo de Twyla por la Idea. En consecuencia, establecí Heroes como una obra de seis movimientos, cada movimiento basado en un tema del álbum, con una estructura dramática general que sería adecuada para la danza. El resultado fue un ballet sinfónico: una transformación de los temas originales combinados con nuevo material propio y presentado en una nueva forma dramática.

## Estructura
La sinfonía se compone de seis movimientos que toman prestados sus temas y títulos de canciones del álbum homónimo de Bowie:
1. Heroes – 5 min 53 seg
2. Abdulmajid – 8 min 53 seg
3. Sense of Doubt – 7 min 21 seg
4. Sons of the Silent Age – 8 min 19 seg
5. Neuköln – 6 min 44 s
6. V2 Schneider – 6 min 49 s

La interpretación de la obra tiene una duración aproximada de 40 minutos.

## Análisis
La pieza, además de la inspiración directa de la obra de David Bowie, también tiene reminiscencias a la música sinfónica de Anton Bruckner. En la introducción, hace una transición de fa menor a mi♭ mayor, así como interacciones con el acorde de la♭ mayor, algo similar a la armonía bruckneriana. Con respecto a los préstamos de la obra de Bowie, Glass toma pequeños elementos, y las entreteje con motivos sinfónicos.
En el segundo movimiento (Abdulmajid), toma como elementos la melodía principal y unos patrones de la escala frigia. En el tercer movimiento (Sense of Doubt) retoma una figura cromática descendente de cuatro notas.

## Discografía
- Symphonie no 4 «Heroes», por la American Composers Orchestra dirigida por Dennis Russell Davies, Point Music (1997)[6] de Decca Records (2003).
- Symphonie no 4 «Heroes», por la Orquesta Sinfónica de Bournemouth dirigida por Marin Alsop, para el sello Naxos (2006).[7]